# Okręg wyborczy nr 10 do Sejmu Rzeczypospolitej Polskiej (1991–1993)
Okręg wyborczy nr 10 do Sejmu Rzeczypospolitej Polskiej (1991–1993) obejmował województwo opolskie. W ówczesnym kształcie został utworzony w 1991. Wybieranych było w nim 10 posłów w systemie proporcjonalnym.
Siedzibą okręgowej komisji wyborczej było Opole.

## Wybory parlamentarne 1991
Głosowanie odbyło się 27 października 1991.
| Komitet wyborczy                                      | Komitet wyborczy                                                  | Głosów | %     | Mandaty | Wybrani posłowie                           |
| ----------------------------------------------------- | ----------------------------------------------------------------- | ------ | ----- | ------- | ------------------------------------------ |
|                                                       | Mniejszość Niemiecka                                              | 74 251 | 26,11 | 3       | Henryk Kroll, Helmut Paździor, Bruno Kosak |
|                                                       | Unia Demokratyczna                                                | 38 897 | 13,68 | 1       | Kazimierz Szczygielski                     |
|                                                       | Polskie Stronnictwo Ludowe Sojusz Programowy                      | 27 868 | 9,80  | 1       | Andrzej Borowski                           |
|                                                       | Sojusz Lewicy Demokratycznej                                      | 25 311 | 8,90  | 1       | Józef Pilarczyk                            |
|                                                       | Porozumienie Obywatelskie Centrum                                 | 18 276 | 6,43  | 1       | Andrzej Andrysiak                          |
|                                                       | Konfederacja Polski Niepodległej                                  | 14 844 | 5,22  | 1       | Krzysztof Popenda                          |
|                                                       | Kongres Liberalno-Demokratyczny                                   | 14 111 | 4,96  | 1       | Marek Samborski                            |
|                                                       | Wyborcza Akcja Katolicka                                          | 13 515 | 4,75  | 1       | Jan Piątkowski                             |
|                                                       | Niezależny Samorządny Związek Zawodowy „Solidarność”              | 12 403 | 4,36  | –       |                                            |
|                                                       | Polska Partia Przyjaciół Piwa                                     | 9151   | 3,22  | –       |                                            |
|                                                       | Partia Chrześcijańskich Demokratów                                | 7070   | 2,49  | –       |                                            |
|                                                       | Unia Polityki Realnej                                             | 6807   | 2,39  | –       |                                            |
|                                                       | Stronnictwo Demokratyczne                                         | 5997   | 2,11  | –       |                                            |
|                                                       | Polska Partia Ekologiczna – Zieloni                               | 3507   | 1,23  | –       |                                            |
|                                                       | Chrześcijańska Demokracja                                         | 3378   | 1,19  | –       |                                            |
|                                                       | Polski Związek Zachodni                                           | 2352   | 0,83  | –       |                                            |
|                                                       | Partia Wolności                                                   | 1992   | 0,70  | –       |                                            |
|                                                       | Stronnictwo Narodowe                                              | 1408   | 0,50  | –       |                                            |
|                                                       | Blok Ludowo-Chrześcijański                                        | 1322   | 0,46  | –       |                                            |
|                                                       | Koalicja Polskiej Partii Ekologicznej i Polskiej Partii Zielonych | 1260   | 0,44  | –       |                                            |
|                                                       | Ruch Chrześcijańsko-Społeczny „Przymierze”                        | 660    | 0,23  | –       |                                            |
| Frekwencja: 41,71% Źródło: Państwowa Komisja Wyborcza |                                                                   |        |       |         |                                            |